# كاوه الحداد
كاوه الحداد (بالكردية : کاوەی ئاسنگەر) (بالفارسية: کاوه آهنگر) الشخصية الرئيسية في عيد نوروز عند الكُرد. وفقًا للأساطير، انتفض كاوه ضد الحاكم المستبد ضحاك أو «زوهاك» بالكردية، بعد أن هُزم ضحاك أشعل حريقًا ضخمًا يمكن رؤيته من جميع أنحاء البلاد. منذ ذلك اليوم، أصبح سكان هذه الأرض يشعلون النيران ويحتفلون بهذا اليوم. هذا اليوم يأتي في الواقع يوم 21 مارس واسمها نوروز (يوم جديد). يُحتفل به كل عام في كردستان. وأهم الشخصيات الشاهنامه وقتل ضحاك أولاده إلا ولداً واحداً وكان كاوه الحداد يدعوا الناس بالثورة وتبعه من أوباش البلد والمظلومين خلق كثير. وأخذ كاوه الحداد قطعة جلد ورفعه علي رأس عصا شبه العلم. فاجتمع الناس تحت رايته ونادوا بشعار فريدون. واتبع الحدّاد فريدون حتى أسر فريدون الضحاك وقيده في مغارة على جبل دماوند. ودفن كاوه في الإيران.

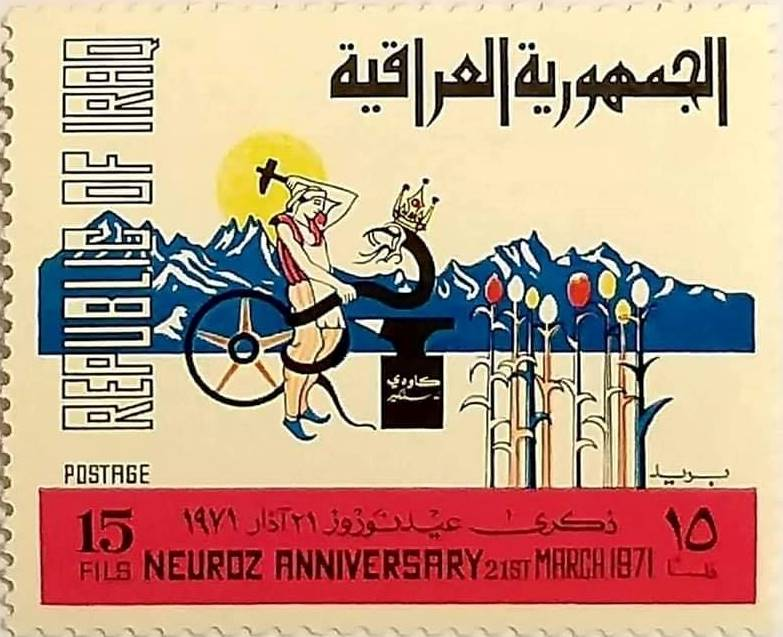
طابع عراقي صادر بمناسبة يوم نوروز يحمل صورة كاوه الحداد
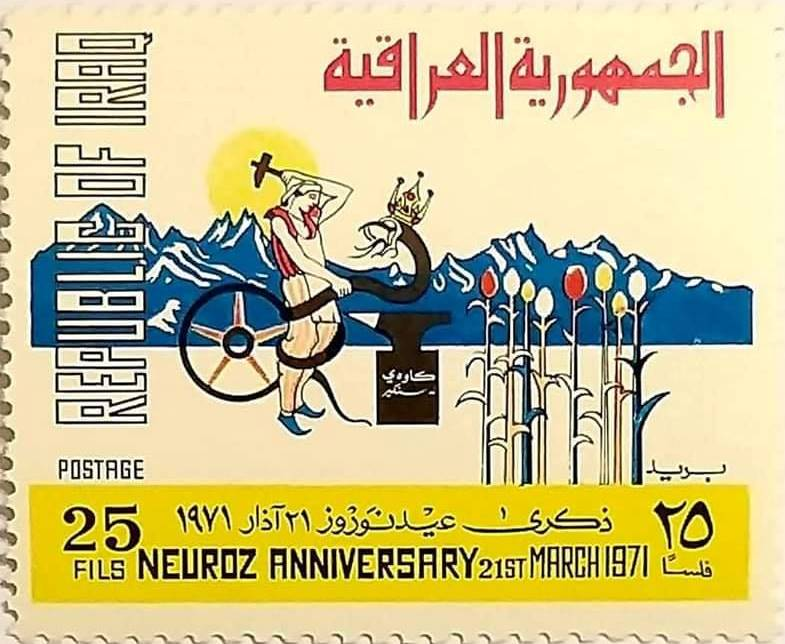
طابع عراقي صادر بمناسبة يوم نوروز يحمل صورة كاوه الحداد